# Euprosopia conjuncta
Euprosopia conjuncta är en tvåvingeart som beskrevs av Friedrich Georg Hendel 1914. Euprosopia conjuncta ingår i släktet Euprosopia och familjen bredmunsflugor. Inga underarter finns listade i Catalogue of Life.